# Heather Brand
Pour les articles homonymes, voir Brand.
Heather Brand, née le 17 novembre 1992 à Harare, est une nageuse zimbabwéenne.

## Carrière
Elle remporte aux Jeux africains de 2007 à Alger quatre médailles d'argent (50 mètres nage libre, 50 mètres papillon, 100 mètres papillon et relais 4 × 200 mètres nage libre) ainsi que deux médailles de bronze (100 mètres nage libre et 200 mètres papillon). Elle dispute les Jeux olympiques d'été de 2008 à Pékin, où elle est éliminée en séries du 100 mètres papillon.